# Mahoning River

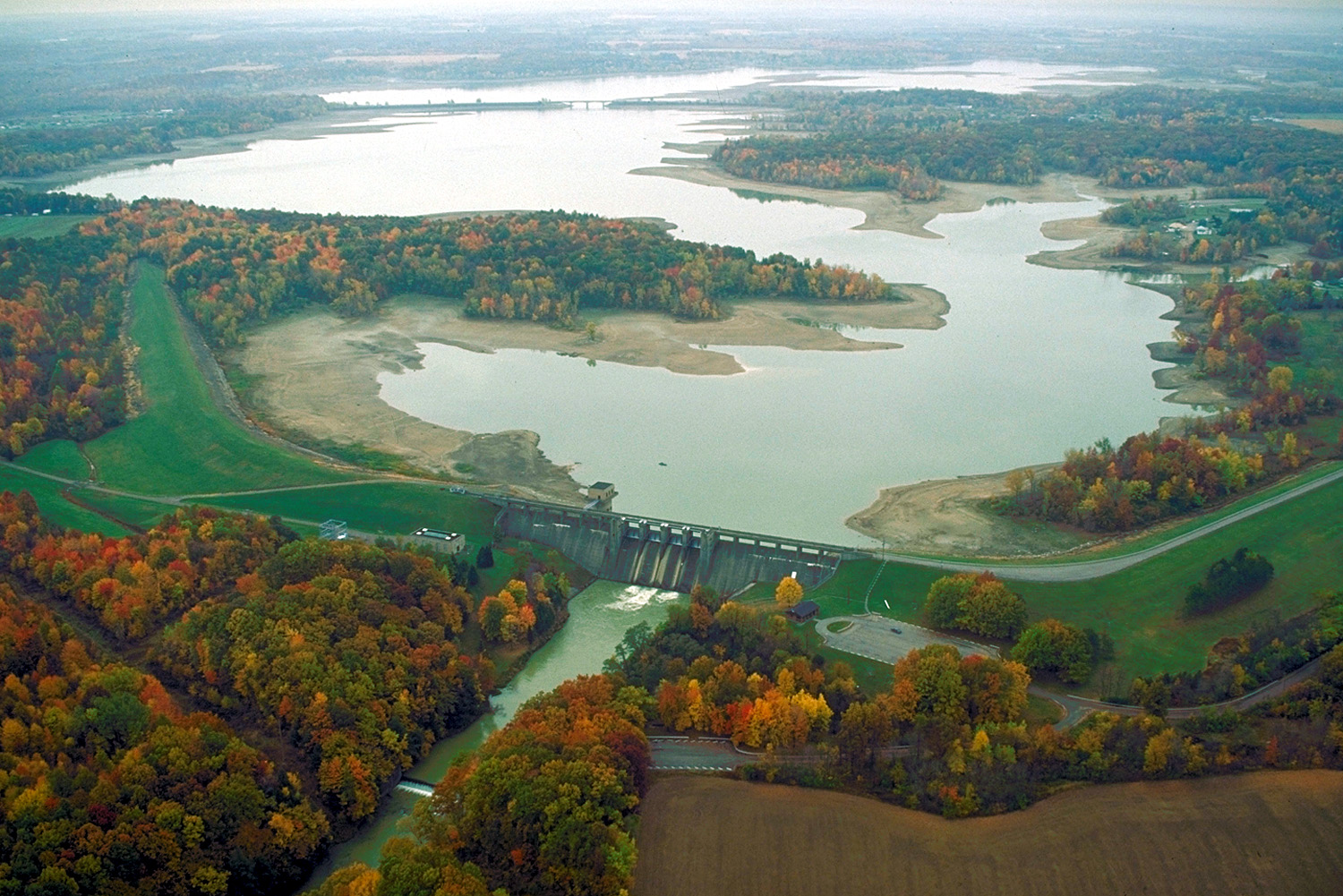
Der Berlin Lake im Mahoning County, Ohio, Blickrichtung flussaufwärts nach Süd-Südwest

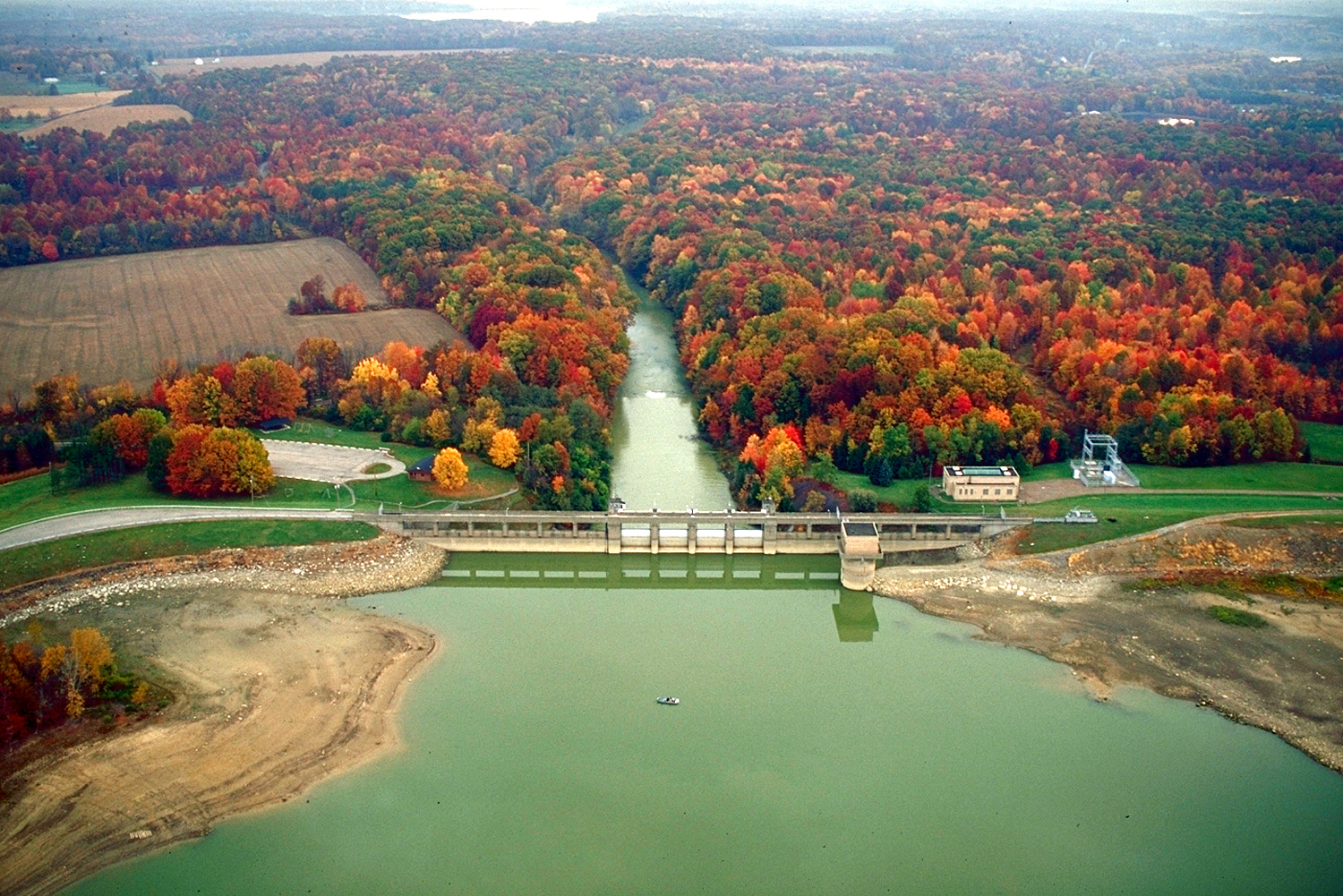
Der Mahoning River mit dem Berlin-Staudamm, Blickrichtung flussabwärts nach Nord-Nordost

Der Mahoning River ist ein 182 km langer Fluss im nordöstlichen US-Bundesstaat Ohio und im westlichen Pennsylvania. Er bildet im Zusammenfluss mit dem Shenango River den Beaver River. Der Abfluss erfolgt über den Ohio River und den Mississippi River in den Golf von Mexiko. Der Mahoning River gehört zum Flusssystem des Mississippi und entwässert ein Gebiet von 2.932 km2. Die Quelle befindet sich bei der Ortschaft Winona im Columbiana County, Ohio. Der Mahoning River fließt zunächst in nordöstlicher Richtung, biegt nach rund 70 km bei Leavittsburg im rechten Winkel nach Südosten ab und vereinigt sich bei New Castle, Pennsylvania, mit dem Shenango River.
Der Flusslauf wird in zwei Abschnitte unterteilt: Der Oberlauf erstreckt sich von Winona bis Leavittsburg und das Einzugsgebiet ist landwirtschaftlich geprägt. Der Unterlauf reicht von Leavittsburg bis zur Mündung bei New Castle und das Gebiet ist dagegen dicht bevölkert und industrialisiert. Vor allen Dingen Eisen- und Stahlwerke haben sich beiderseits des Flusses angesiedelt. Daraus resultiert eine starke Verschmutzung des Gewässers, so dass das Ohio Department of Health vor Baden im Fluss und dem Verzehr von dort gefangenen Fischen warnt.
Der Mahoning River wird seit 2010 im Rahmen eines umfassenden Revitalisierungsprojekts saniert, das vom U.S. Army Corps of Engineers in Zusammenarbeit mir lokalen und regionalen Behörden durchgeführt wird. Ziel ist die Beseitigung der industriellen Altlasten, die Entfernung veralteter Dämme sowie die ökologische Wiederherstellung des Flussökosystems. Bis 2025 wurden mehrere Dämme, darunter der Summit Street Dam in Warren, entfernt, was zu einer deutlichen Verbesserung der Wasserqualität und zur Rückkehr aquatischer Arten führte. Die Entfernung der verbleibenden Dämme ist spätestens 2027 vorgesehen. Das Vorhaben gilt als beispielhaft für nachhaltige Flussrenaturierung im postindustriellen Mittleren Westen der Vereinigten Staaten.